# كريستر ألجارده
كريستر ألجارده (بالسويدية: Christer Allgardh)‏ مواليد 20 فبراير 1967 في بوروس، هو لاعب كرة مضرب سويدي سابق بدأ مسيرته كمحترف سنة 1983 وكان يلعب باليد اليمنى. أعلى تصنيف له في الفردي كان المركز الـ 101 في سنة 1988. أعلى تصنيف له في الزوجي كان المركز الـ 91 في سنة 1993.

## النهائيات

### الفردي: (1)
| الرقم | السنة | الدورة          | الأرضية | المنافس في النهائي | النتيجة في النهائي |
| ----- | ----- | --------------- | ------- | ------------------ | ------------------ |
| 1.    | 1990  | بسكارا، إيطاليا | ترابية  | جرمان لوبيز        | 4–6, 6–3, 6–4      |

## روابط خارجية
- كريستر ألجارده على موقع رابطة محترفي التنس (الإنجليزية)
- كريستر ألجارده على موقع الاتحاد الدولي لكرة المضرب (الإنجليزية)
- كريستر ألجارده على موقع خلاصة التنس.كوم (الإنجليزية)